# Castelo Melville

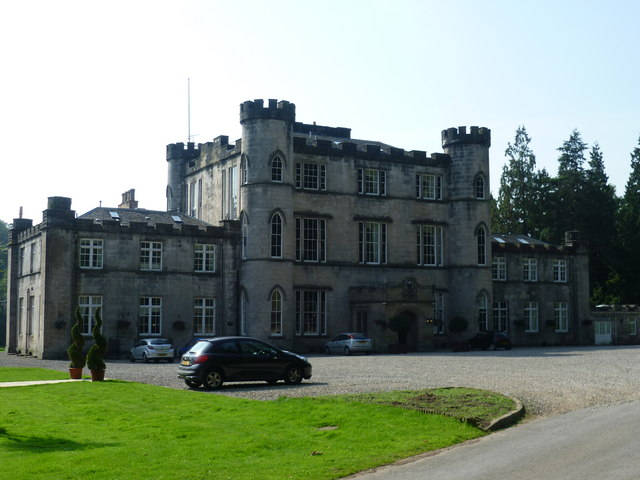
Castelo Melville, Escócia.

O Castelo Melville (em inglês:  Melville Castle) é um castelo localizado em Lasswade, Midlothian, Escócia.
Foi construído por James Playfair para Henry Dundas, 1º Visconde de Melville.
Encontra-se classificado na categoria "A" do "listed building" desde 22 de janeiro de 1971.